# 高構
高構（540年—611年），中国隋朝政治人物，表字孝基，北海郡（郡治今山东省昌乐县东）人。
高構弱冠任州主簿。出仕北齐，担任河南王参軍事，历任徐州司馬、蘭陵郡太守、平原郡太守。北齐滅亡後，被北周武帝任用为許州司馬。
隋朝建立，转任冀州司馬，有才能之名。入朝任比部侍郎，转任民部。内史侍郎晋平東与兄子晋長茂争正嫡，尚書省不能断决，朝臣三議也不能決。高構裁断合理，隋文帝召他入内殿，慰劳他。转任雍州司馬。一年後，转任吏部侍郎。再任雍州司馬，因事連坐左遷盩厔县令。随后再任雍州司馬，入朝为吏部侍郎，因公事免職。
隋煬帝即位，高構担任吏部侍郎。吏部中最有才能之人，前後典選的官员，都出于其下。高構好放談，有人认为他轻薄，但内里方正優雅，被吏部尚書牛弘看重。後因老病解職，人事上的问题，牛弘派使者到他家中諮問。611年，七十二岁时去世。
高構性格滑稽多智，喜好辩论，好读书，擅长行政事務。他看重的人物杜如晦、房玄龄，後来成为唐朝开国的重要大臣，高構于是有了知人审才的好名声。

## 延伸阅读
[在维基数据编辑]
 《北史·卷077》，出自李延壽《北史》
 《隋書·卷66》，出自魏徵《隋书》